# Де Ла Барр, Мишель
Мишель Де Ля Барр (фр. Michel de la Barre; 1675, Париж — 15 марта 1745, там же) — французский флейтист, гобоист, волынщик (мюзетчик) и композитор.
Служил в оркестре Королевской Академии Музыки, в Королевском придворном оркестре и оркестре балета Парижской оперы. Выступал в ансамбле с Антуаном Форкре, Жаком Оттетером и другими ведущими солистами эпохи.
Его сонаты для дуэта флейт без аккомпанемента были первыми в этом жанре во Франции. Другие произведения Де Ля Барра для флейты собраны в две тетради: «Пьесы для флейты и бассо континуо» (изданы в 1703—1706) и «Пьесы для трио скрипки, флейты и гобоя» (изданы в 1700). Автор песен и двух опер-балетов — «Торжество искусств» (фр. Le Triomphe des arts; 1700) и «Венецианка» (фр. La Vénitienne; 1705), обе на либретто Удара де ла Мотта.
Мишель Де Ля Барр оказал значительное влияние на рост популярности флейты во Франции.